# Martfűi Tisza Cipőgyár Petőfi Sándor Szocialista Brigádja
A Martfűi Tisza Cipőgyár Petőfi Sándor Szocialista Brigádja (röviden Petőfi Sándor szocialista brigád vagy Petőfi exportbrigád) hat cipőipari szakmunkásból álló munkaközösség. A könnyűipari munkások a martfűi Tisza Cipőgyárban – főként exportra szánt – lapos és félmagas sarkú női cipőket gyártottak, csomagoltak és ellenőriztek.
1965-ben a brigádtagok megkapták a Magyar Népköztársaság Állami Díjának III. fokozatát, az indoklás szerint az „export termelési tervük túlteljesítéséért, kiváló minőségű munkájukért, anyagtakarékossági eredményeikért és szocialista brigádjuk nevelő, szervező példamutató munkájáért”.
A Petőfi exportbrigád volt az első állami díjas szocialista brigád.

## A brigád tagjai
1965-ben a Petőfi Sándorról elnevezett brigád tagja volt:
- Drávucz Péter (1933) cipőipari szakmunkás, művezető (Könnyűipar Kiváló Dolgozója, 1977; Kiváló Munkáért, 1984)
- Erdős Istvánné Burger Veronika (1938) cipőipari szakmunkás
- Fekete Piroska (Csató Ferencné, 1940) cipőipari szakmunkás, csomagoló
- Gonda András (1931) minőségi ellenőr, brigádvezető (Könnyűipar Kiváló Dolgozója)
- Kósa István (1936) cipőipari szakmunkás (Szakma Kiváló Dolgozója, 1961, 1964, 1969, 1980; Könnyűipar Kiváló Dolgozója, 1968, 1969)
- Sárai Ferencné (1939) cipőipari szakmunkás (Kiváló Dolgozó, 1964, 1965, 1981; Kiváló Társadalmi Munkáért bronz fokozat, 1975; ezüst fokozat, 1977)

A Népszabadság 1965. április 8-i cikke szerint a brigád által készített lábbelik 90 százalékát exportálták, 1964-ben „legalább hetvenféle cipőt gyártottak”.
A brigád tagjai érettségi vizsgát nem tettek.